# Brunilde (nome)
Brunilde  è un nome proprio di persona italiano femminile.

## Varianti
- Femminile: Brunilda[2], Brunechilde[1][3], Brunelda[3]
  - Ipocoristici: Ilda[4], Nilde[5]
- Maschili: Brunildo[1]

### Varianti in altre lingue
- Catalano: Brunilda[6], Brunilde[6]
- Germanico: Brunihild[2][7], Brunichildis[7], Brunechildis[7], Brunhilde[2], Brunhild[2][7], Brunhilt[7], Brunnihilda[7], Prunihild[7], Prunnihilt[7]
- Inglese: Brunhilda[2]
- Islandese: Brynhildur[8]
- Latino: Brunechildes[3]
- Norreno: Brynhildr[8]
- Norvegese: Brynhild[8]
- Portoghese: Brunilda[2]
  - Ipocoristici: Nilda[2]
- Spagnolo: Brunilda[2][6], Brunilde[6]
  - Ipocoristici: Nilda[2]
- Tedesco: Brünhild[2], Brunhilde[2]

## Origine e diffusione

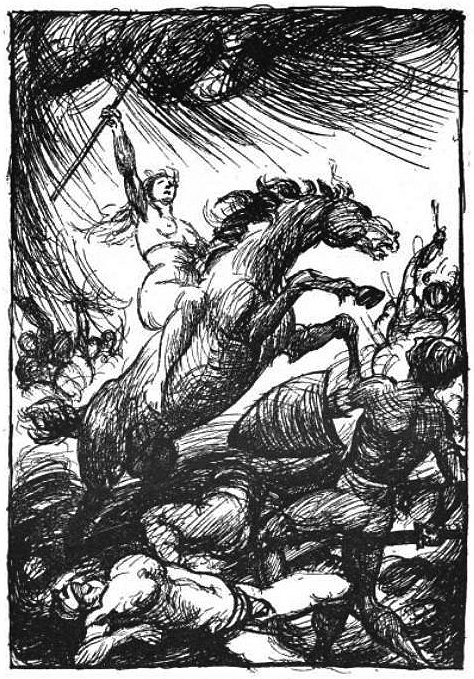
Brunilde in un'illustrazione di Robert Engels

Deriva dal nome germanico Brünhild, composto dalle radici brun ("armatura", "protezione" o "bruno", "scuro") e hild ("battaglia", da cui anche Clotilde, Matilde, Gunilde, Crimilde, Batilde e molti altri nomi).
Un nome imparentato norreno, Brynhildr, era portato dalla regina delle valchirie, Brunilde, che viene salvata da Sigurd nella saga norrena dei Völsungar, mentre nella saga dei Nibelunghi Brunilde è la regina d'Islanda, moglie di Gunther; entrambi questi personaggi sono probabilmente ispirati alla regina franca Brunechilde. La diffusione in Italia, comunque rara, è dovuta principalmente al secondo dei due personaggi letterari, reso celebre da Wagner tramite la sua serie di drammi musicali L'anello del Nibelungo.

## Onomastico
Essendo un nome adespota, ovvero privo di santa patrona, l'onomastico può essere festeggiato il 1º novembre, in occasione di Ognissanti.

## Persone
- Brunilde Tanzi, attivista e militare italiana

### Varianti
- Brunechilde, regina del franchi d'Austrasia, figlia del re visigoto Atanagildo
- Brunhilde Jörns, vero nome di Laya Raki, attrice tedesca
- Bruni Löbel, attrice tedesca

## Il nome nelle arti
- Brunilde è il nome originale della protagonista del film del 2008 Ponyo sulla scogliera, che viene successivamente ribattezzata Ponyo dal suo amico Sōsuke.
- Il personaggio compare nel film TV La saga dei Nibelunghi ed è interpretato da Kristanna Loken. Segue le vicende della storia così come viene proposta nella sua variante germanica e dunque qui è la regina d'Islanda e prima innamorata di Sigfrido, che la abbandonerà per sposare Crimilde a causa di un filtro d'amore fattogli bere da quest'ultima.  Divorata dalla gelosia, Brunilde causerà la morte di Sigfrido, e quando la sua rivale le confesserà la verità, ucciderà Hagen per poi suicidarsi sul cadavere dell'amato.
- In Django Unchained, il 7º film di Quentin Tarantino, il nome della moglie del protagonista è Broomhilda e la ricerca del protagonista richiama, secondo il dottor King Schultz, il salvataggio di Sigfrido. Schultz racconta a Django un breve riassunto della leggenda.
- Sulla figura di Brunilde è costruito il personaggio Marvel di Valchiria, di cui Brunilde stessa è una delle incarnazioni; il personaggio appare nelle storie di Thor e altre saghe dell'Universo Marvel.
- La vacca allevata da Bud Spencer e Terence Hill nel film "Nati con la camicia" si chiama Brunilde.

## Toponimi
- 123 Brunhild è il nome di un asteroide della fascia principale che prende il nome dal personaggio mitologico.